# Спроге, Владислава Наполеоновна
Владислава Наполеоновна Спроге (латыш. Vladislava Sproģe, 1918—2006) — доярка колхоза «Дзиркстеле» Латвийской ССР, Герой Социалистического Труда (1966).

## Биография
Родилась в 1918 году в Витебской губернии в бедной крестьянской семье. По национальности — полька.
С 14 лет работала в сельском хозяйстве.
В 1947 году вступила в колхоз «Дзиркстеле» (латыш. Dzirkstele — «Искра») Тукумского района Латвийской ССР. С 1952 года — доярка. Бригада доярок под её руководством давала стабильно высокие надои молока при полном сохранении приплода, что было достигнуто соблюдением правил ухода, содержания и дойки коров.
В 1966 году удостоена звания Героя Социалистического Труда: «за достигнутые успехи в развитии животноводства, увеличении производства и заготовок молока».
Но и после получения высокого звания проявляла редкое мастерство ручной дойки: в Латвийской ССР при средних по отрасли надоях в 3,700 килограммов молока с коровы, даже с помощью машинного доения результата в 4000 килограмм достигали не все — лишь 60 доярок, а надоить вручную более 4500 килограмм могли только 40 доярок, более 5000 — всего 17 доярок:

Среди тех, кто получил свыше 5000 килограммов молока при ручной дойке, — Герой Социалистического Труда доярка колхоза «Дзиркстеле» Тукумского района В. Спроге. — Коммунист Советской Латвии, Том 23, 1968
В 1966—1970 годах — депутат Совета Национальностей Верховного Совета СССР 7-го созыва, избрана от Тукумского избирательного округа.
Проживала на территории Яунпилсского сельсовета Тукумского района Латвийской ССР (с 1990 года — Яунпилсская волость Латвии). Умерла в 2006 году.

## Награды
Звание Героя Социалистического Труда (1966) с вручением ордена Ленина (№ 343743) и золотой медали «Серп и Молот» (№ 12405).